# Rui Da Gracia
Rui Fernando da Gracia Gomes (Bembibre, 1985. május 28. –), gyakran egyszerűen csak Rui, zöld-foki származású honosított egyenlítői-guineai spanyol labdarúgó, a Villarrubia hátvédje.